# Joseph Henry Sharp
Pour les articles homonymes, voir Sharp.
Joseph Henry Sharp est un peintre américain né le 27 septembre 1859 à Bridgeport dans l'Ohio et mort le 29 août 1953 à Pasadena en Californie. Il peignit notamment des portraits des Amérindiens et leur mode de vie, ainsi que des paysages de l'Ouest américain. Le président américain Theodore Roosevelt lui demanda de réaliser le portrait de 200 guerriers amérindiens qui avaient survécu à la bataille de Little Bighorn de 1876.

## Biographie
Joseph Henry Sharp est né à Bridgeport en Ohio, de parents irlandais. Il commence à étudier l'art à la McMicken School of Design de Cincinnati puis se rend en Europe en 1881 pour se perfectionner. De retour aux États-Unis en 1882, il se passionne pour les Amérindiens et entreprend un premier voyage vers l'Ouest. Il retourne en Europe en 1885 avec John Hauser et s'inscrit à l'académie royale de Munich où il travaille à la réalisation de portraits auprès notamment de Frank Duveneck. Après un passage à l'Académie Julian à Paris au début des années 1890, il retourne aux États-Unis et enseigne l'art à l'Art Academy of Cincinnati. À partir de 1897, il commence à passer du temps à Santa Fe et à Taos au Nouveau-Mexique et contribue à fonder en 1915 la Taos Society of Artists (en) avec Eanger Irving Couse, Oscar E. Berninghaus, W. Herbert Dunton, Ernest L. Blumenschein et Bert Geer Phillips.

## Galerie

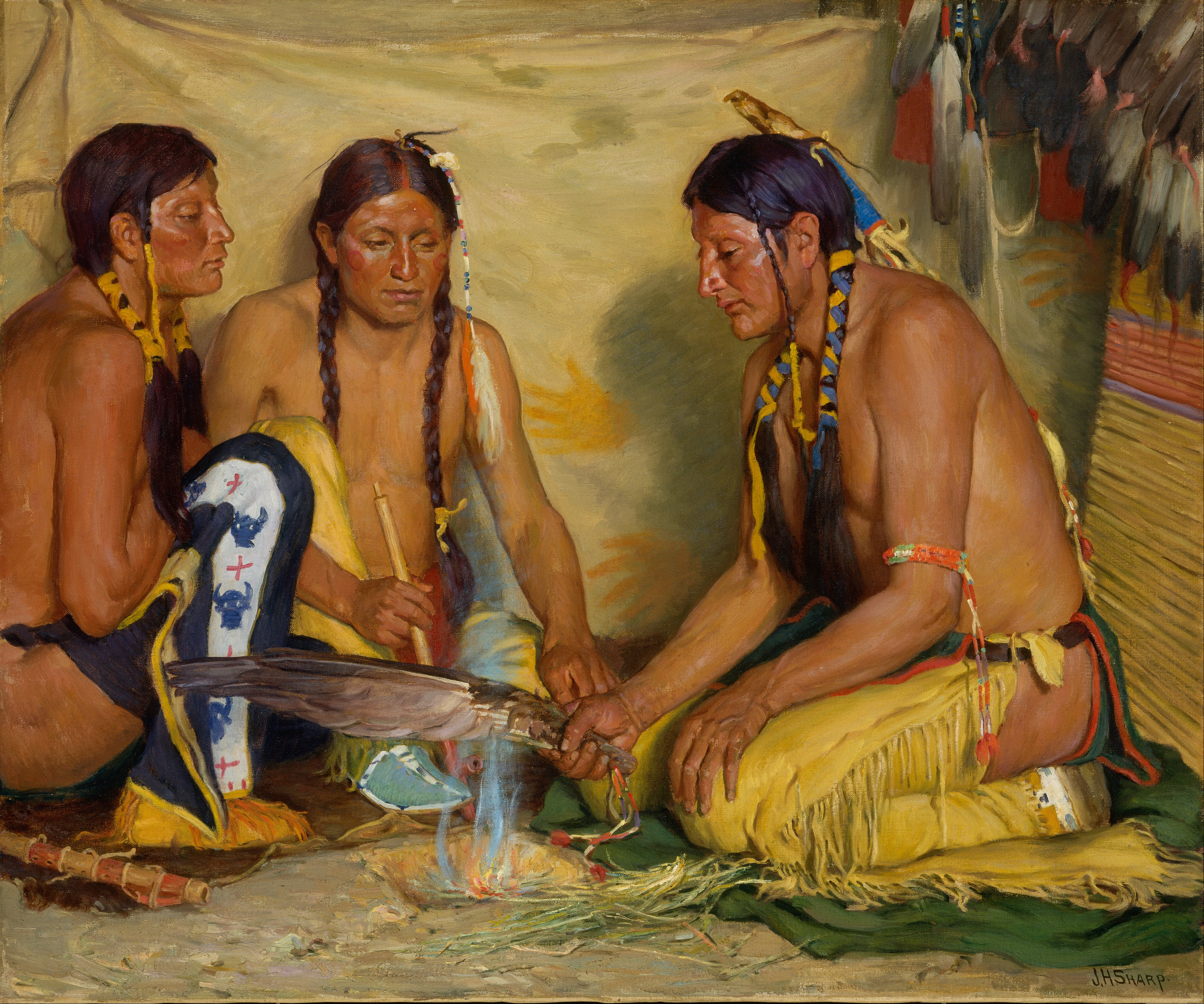
Making Sweet Grass Medicine, Blackfoot Ceremony
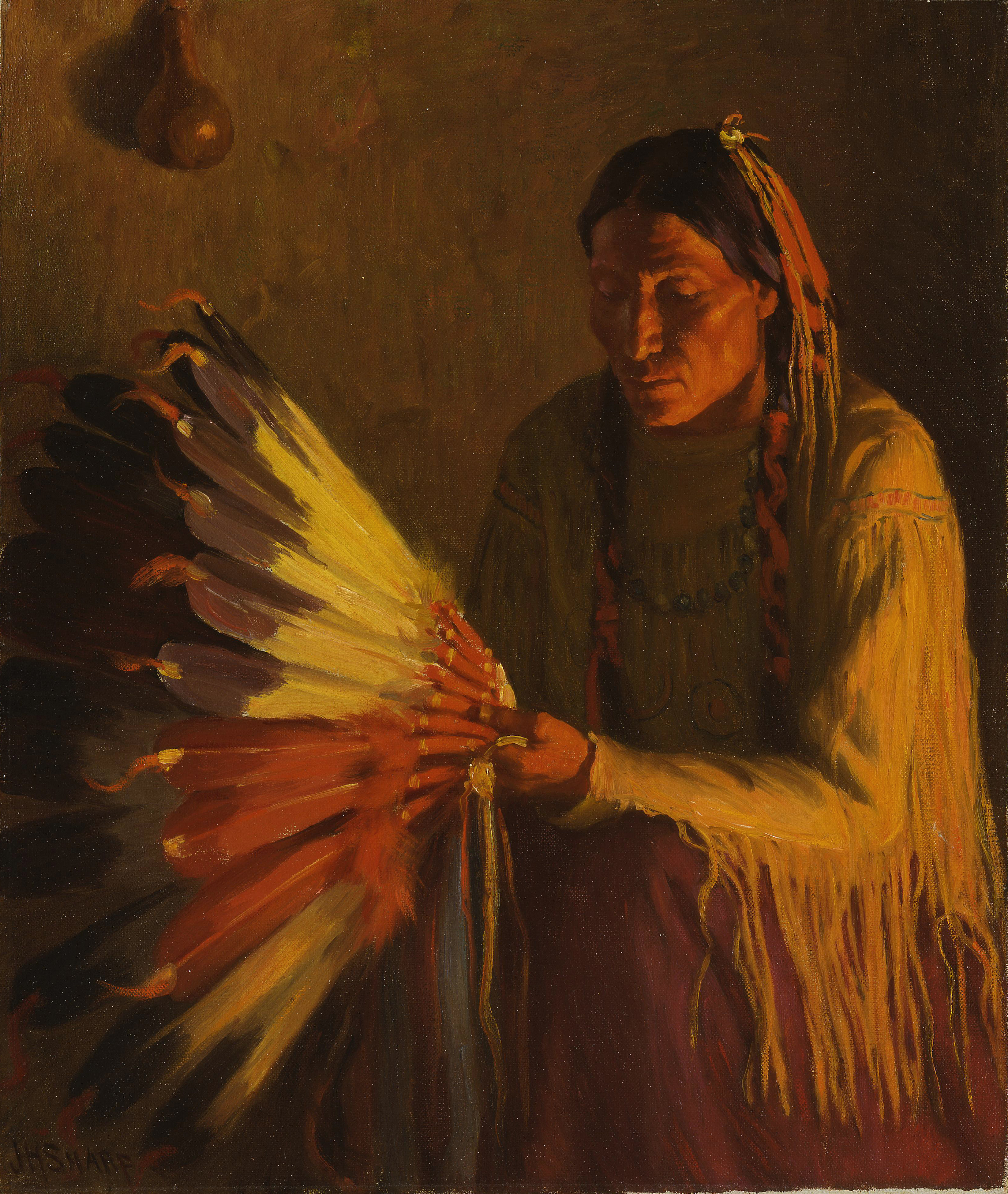
The War Bonnet
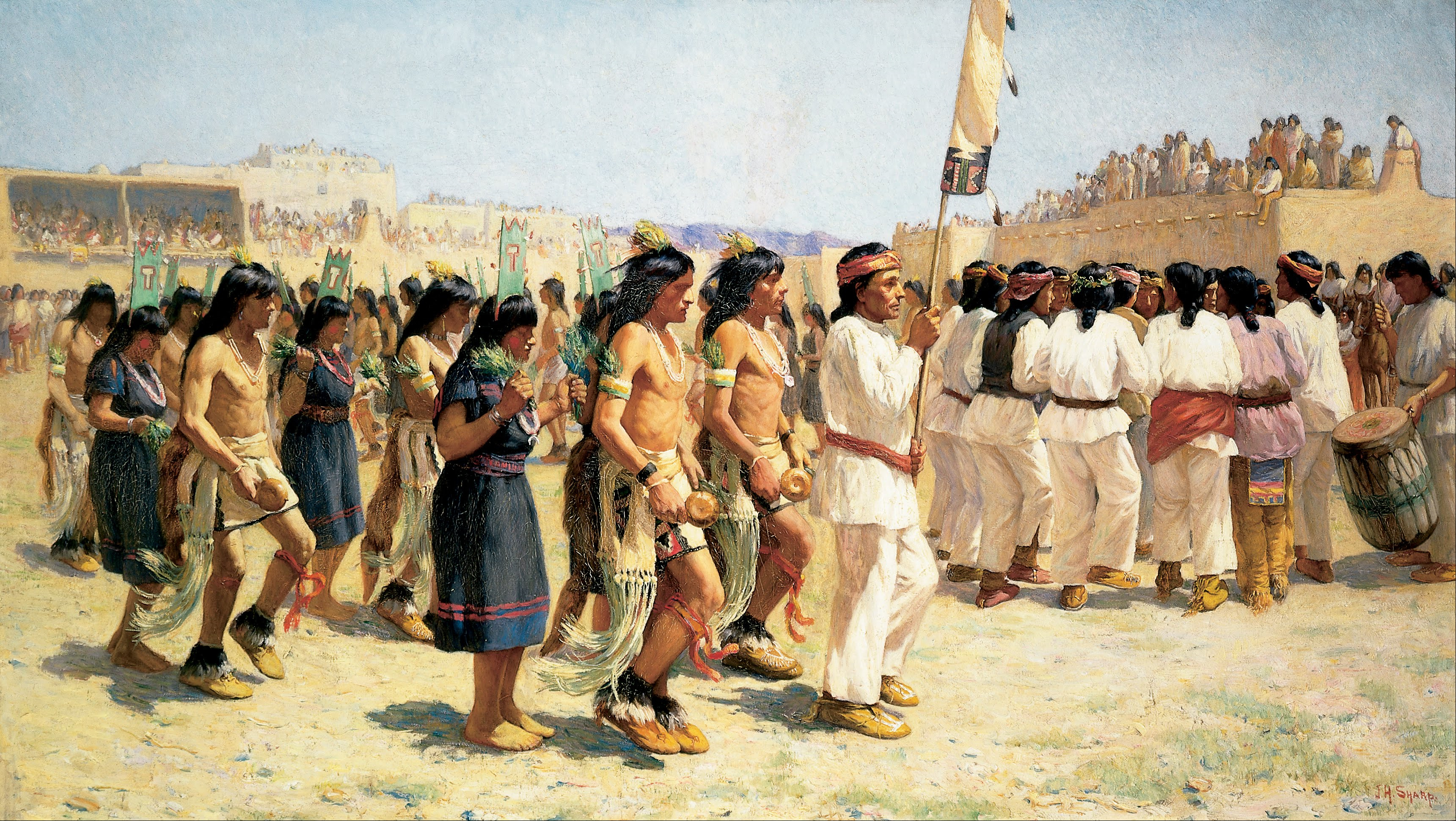
The Harvest Dance
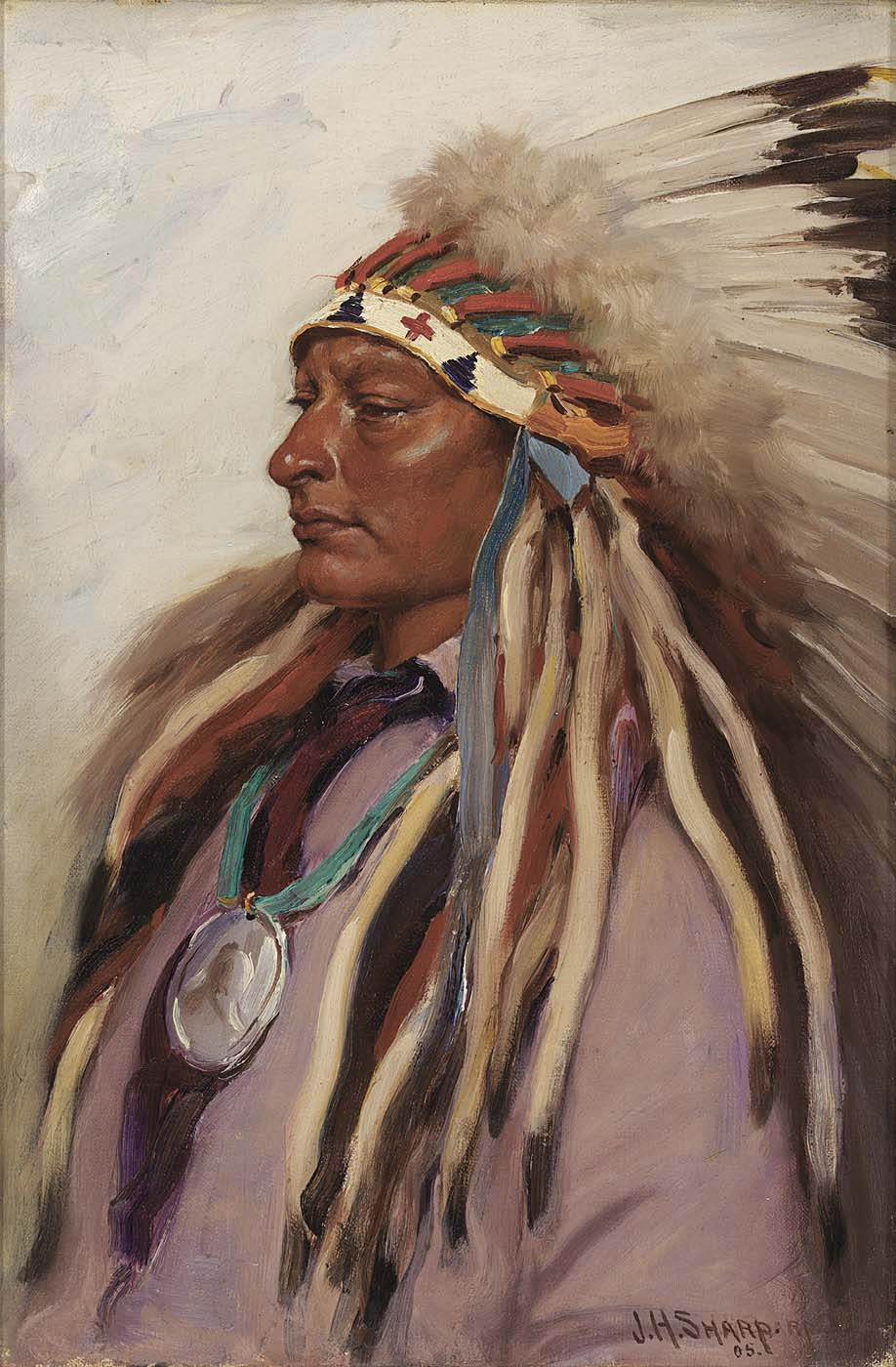
Chief Spotted Elk
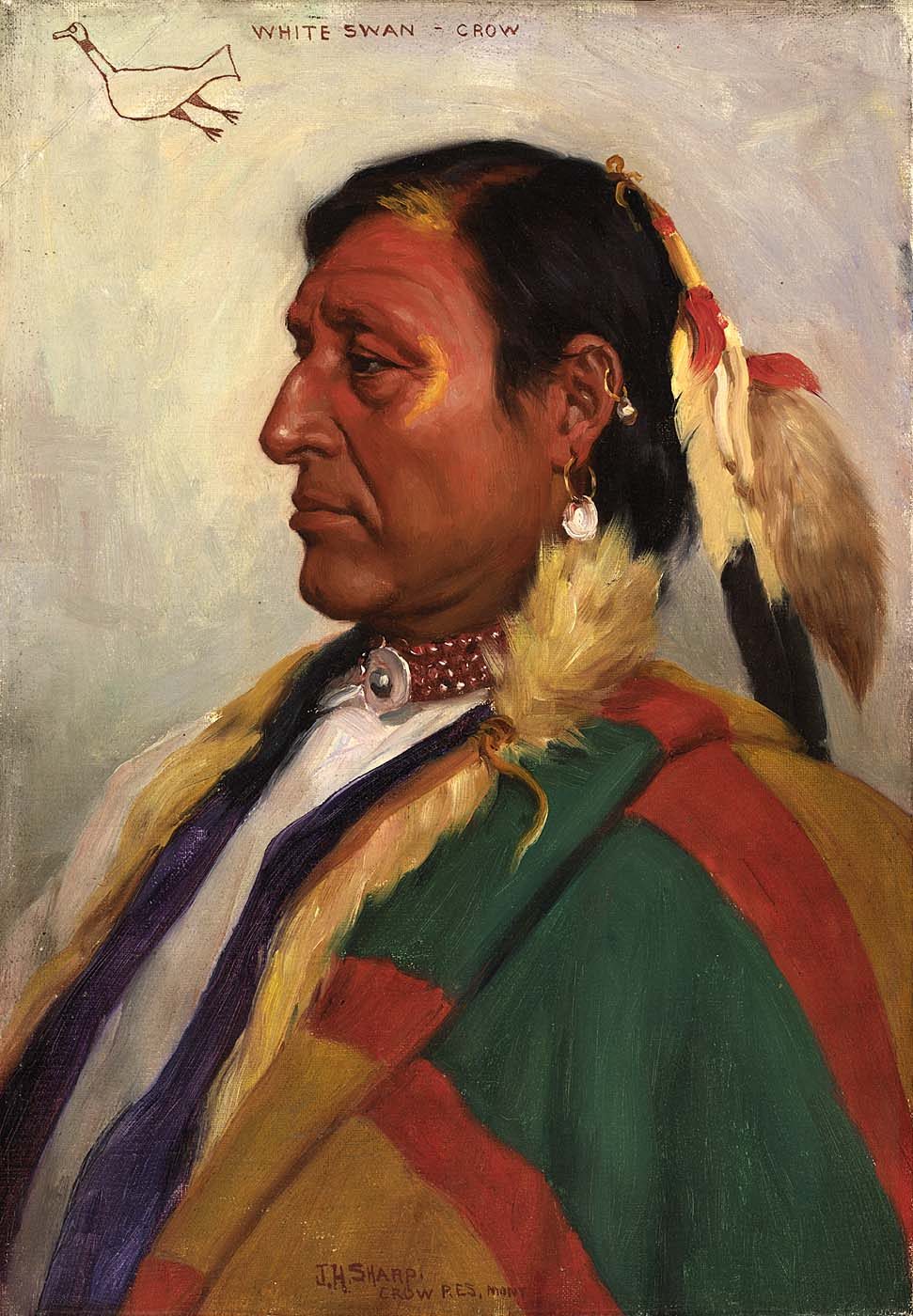
White Swan